# Selago albomarginata
Selago albomarginata är en flenörtsväxtart som beskrevs av O.M. Hilliard. Selago albomarginata ingår i släktet Selago och familjen flenörtsväxter. Inga underarter finns listade i Catalogue of Life.